# 石川町 (室蘭市)
石川町（いしかわちょう）は北海道室蘭市の町。住居表示未実施。郵便番号は050-0051。かつて同名の字が存在した。

## 地理
室蘭市の西端に位置し、北に伊達市南黄金町、北東から東に香川町、南に崎守町，白鳥台と接し、西に内浦湾と面する。

### 河川
- 二級河川 チマイベツ川
- 二級河川 ペトトル川

### 海洋
- 内浦湾

## 地域の特徴
室蘭市の都市計画マスタープランでは蘭北地域に属する。
東西に長い町域で、北東部及び南西部が丘陵になっている。北縁に沿ってチマイベツ川が西流し、東部では南縁に沿って西流するペトトル川が次第に町の中央部を通り、河口近くでチマイベツ川と合流して内浦湾に注ぐ。ペトトル川流域は室蘭市唯一の水田地帯となっている。北東部を道央自動車道が横断し、南西部を国道37号とJR北海道 室蘭本線が横断する。また町の中央を北海道道107号室蘭環状線が町域を出入りしながら東西に走り、国道37号と接続する。

西部に室蘭市地域交流センター，幡守神社，げんき館ペトトル、東部に室蘭市立喜門岱小学校，チマイベツ浄水場がある。また東部にある室蘭うずら園は北海道唯一のうずら卵生産農場となっている。

## 歴史
明治初期に仙台藩支藩の角田藩石川邦光が家臣団と共に入植した地。1940年（昭和15年）チマイベツ浄水場が完成、1965年（昭和40年）喜門岱小学校が香川町より新築移転。

### 地名の由来
角田領主石川邦光にちなむ。

### 沿革
- 1929年（昭和4年）10月16日 - 字名改正により千舞鼈村（大字）の一部が石川町（字）となり、千舞鼈村（大字）を廃止[7][8]。
- 1967年（昭和42年）7月1日 - 石川町新設[注 1]。

### 町名の変遷
| 実施内容 | 実施年月日                | 実施後       | 実施前                                                                                          |
| -------- | ------------------------- | ------------ | ----------------------------------------------------------------------------------------------- |
| 字名改正 | 1929年（昭和4年）10月16日 | 石川町（字） | 千舞鼈村（大字）の小字、 ペトトル，奥千舞鼈，干潟泊，コンプリカイ，幡守山，ヒカタ，ポンペトトル |
| 町名新設 | 1967年（昭和42年）7月1日  | 石川町       | 石川町（字）                                                                                    |

## 世帯数と人口
2023年（令和5年）12月31日現在（室蘭市発表）の世帯数と人口は以下の通りである。
| 町     | 世帯数  | 人口  |
| ------ | ------- | ----- |
| 石川町 | 123世帯 | 224人 |

### 人口の変遷
国勢調査による人口の推移。
| 1995年（平成7年）  | 351人 | [ 10 ] |  |
| 2000年（平成12年） | 335人 | [ 11 ] |  |
| 2005年（平成17年） | 334人 | [ 12 ] |  |
| 2010年（平成22年） | 320人 | [ 13 ] |  |
| 2015年（平成27年） | 279人 | [ 14 ] |  |
| 2020年（令和2年）  | 259人 | [ 15 ] |  |

### 世帯数の変遷
国勢調査による世帯数の推移。
| 1995年（平成7年）  | 123世帯 | [ 10 ] |  |
| 2000年（平成12年） | 123世帯 | [ 11 ] |  |
| 2005年（平成17年） | 121世帯 | [ 12 ] |  |
| 2010年（平成22年） | 122世帯 | [ 13 ] |  |
| 2015年（平成27年） | 109世帯 | [ 14 ] |  |
| 2020年（令和2年）  | 110世帯 | [ 15 ] |  |

## 学区
市立小・中学校に通う場合、学区は以下の通りとなる。
| 町     | 地番                 | 小学校               | 中学校               |
| ------ | -------------------- | -------------------- | -------------------- |
| 石川町 | 香川町に近接する区域 | 室蘭市立喜門岱小学校 | 室蘭市立港北中学校   |
| 石川町 | 上記以外             | 室蘭市立白蘭小学校   | 室蘭市立本室蘭中学校 |

## 交通

### バス
道南バスが路線バスを運行する。

### 道路
- 道央自動車道
  - 町域に出入口はない。
- 国道37号
- 北海道道107号室蘭環状線

## 施設

### 役所・公的機関
- チマイベツ浄水場

### 公共施設
- 室蘭市地域交流センター

### 教育施設
- 室蘭市立喜門岱小学校

### 寺社
- 幡守神社

### 公園
- 西いぶり総合公園
- 幡守公園

### その他
- げんき館ペトトル